# Cazzatura

In rosso, la randa, che si cazza tirando la rispettiva scotta

La cazzatura è una delle manovre marinaresche necessarie alla conduzione di una barca a vela, consiste nel tesare (stringere) una vela, tirandola a sé utilizzando la rispettiva scotta.
Il verbo da cui deriva, cazzare, è anche impiegato per indicare l'azione di tesare una qualunque cima. Il contrario di cazzare è allascare.

## Modalità di attuazione
L'operazione è effettuata per eseguire quelle manovre che servono per la messa a segno delle vele. Per esempio: si cazza la randa, si cazza il fiocco, il gennaker, e così via. Essendo la scotta la manovra corrente che agisce nella regolazione della vela è anche corretto dire cazza la scotta.
La decisione di cazzare o lascare una vela dipende dalla direzione e dall'intensità del vento, in modo da avere la parte dell'inferitura sempre parallela alla direzione del vento.
Solitamente l'ordine viene impartito gridando "cazza!" e facendo seguire il nome della vela da cazzare (es. la randa, o il fiocco) quando, dopo una variazione nella direzione del vento, si vuole mantenere la stessa rotta, oppure per cambiare andatura e orzare.